# Džaga-džaga
Džaga-džaga (in russo Джага-джага?) è il quinto album in studio della cantante russa Katja Lel', pubblicato nel 2004 dalla Monolit Records.
A sostegno dell'album, prodotto da Maksim Fadeev, sono stati pubblicati tre singoli, Moj marmeladnyj (Ja ne prava), Doletaj e Musi-pusi, i quali hanno riscosso molto successo nei paesi della CSI. Poco dopo la sua uscita, l'album è stato certificato disco d'oro in Russia.
La prima dell'album si è tenuta il 3 e 4 aprile 2004 a Mosca presso la Gosudarstvennyj central'nyj koncertnyj zal "Rossija".

## Tracce
Testi e musiche di Maksim Fadeev, eccetto dove indicato.
1. Moj marmeladnyj (Ja ne prava) – 3:45
2. Doletaj – 4:17
3. Stojat' bojat'sja – 3:38 (Irina Sekačëva, Maksim Fadeev)
4. Padaem vniz – 3:32
5. Prosti menja – 3:46
6. Musi-pusi – 3:14 (Irina Sekačëva, Maksim Fadeev)
7. Belam melom – 3:42
8. Nebo na dvoich – 5:46
9. Ja zvezda tvoja – 3:55
10. Ja ne verju tebe – 3:44
11. Otpusti – 4:02
12. Ne zovi – 4:18

## Classifiche
| Classifica (2004) | Posizione massima |
| ----------------- | ----------------- |
| Russia            | 2                 |